# Theta del Bover
Theta del Bover (θ Bootis), de nom tradicional Asellus Primus, és un estel de la constel·lació del Bover amb magnitud aparent +4,04. El nom Asellus significa «ase» en llatí; són tres els estels que porten aquest nom a la constel·lació: d'est a oest són Theta del Bover —la primera—, Iota del Bover (ι Bootis) —la segona— i Kappa del Bover (κ Bootis), la tercera i última. Theta del Bover s'hi troba a 48 anys llum de distància del Sistema Solar.
Theta del Bover és una nana groga de tipus espectral F7V més calenta i lluminosa que el Sol, de característiques similars a β Virginis. Amb una temperatura superficial de 6.300 K, és 5 vegades més lluminosa que el Sol. El seu radi és 1,7 vegades més gran que el radi solar i la seva massa està compresa entre 1,25 i 1,5 masses solars. Té una metal·licitat lleugerament inferior a la del Sol ([Fe/H] = -0,14). Igual que el Sol, Asellus Primus emet rajos X, cosa que indica que posseeix una corona calenta, si bé no s'ha detectat un camp magnètic. La seva edat s'estima en 3.200 milions d'anys.
Visualment hom pot apreciar una tènue companya de magnitud +11,1 a 69 segons d'arc de Theta del Bover. És una nana vermella de tipus M2.5V amb una temperatura de 3.500 K, la lluminositat de la qual és amb prou feines d'un 2 ó el 3% de la solar. Encara que es desconeix si estan gravitacionalment unides, el seu moviment comú a través de l'espai indica que ambdues estan relacionades. La separació real entre les dues és d'almenys 1000 ua.